# Songs (album de Dan Ar Braz)
Pour les articles homonymes, voir Songs.
Albums de Dan Ar Braz
Septembre bleu
(1988) Borders of salt : Frontières de sel
(1991)
Songs est le septième album studio de Dan Ar Braz, paru en 1990 par Keltia Musique. 
Cet album est dédié à sa mère. Le thème principal est celui de l'amour et de la rupture.

## Conception
« I've never considered myself as a singer, but sometimes, I enjoy singing songs that I like, and also, I had few words to say... I did that album is a nice little village surrounded with good friends. Thanks so much Chris, Dave and Martin. »
— Dan ar Braz, texte accompagnant l'album

## Caractéristiques artistiques
L'album s'ouvre et se ferme en douceur, avec la ballade romantique A Long Way Leads to You Annie et Rising For the Moon de Sandy Denny, dont le rythme est d'ailleurs assez similaire. She's Gone est la plus longue chanson, durant sept minutes, et la plus touchante quand on sait qu'elle est dédiée à la défunte mère de l'artiste. Strange Lights est agrémentée d'un solo de synthé. We'll Bring Back to Life est une reprise d'une de ses chansons, en rapport au Back to Life de The Earth's Lament, dans un tout autre registre.
Cet album contient d'autres reprises. The Island de Paul Brady (folk celtique irlandais) fut écrite par rapport aux troubles en Irlande du Nord dans les années 1980. Il joue sur la partie instrumentale qu'il a rajouté de la guitare-synthé, afin de faire sonner son instrument comme une cornemuse. Isle of Islay de Donovan, un artiste qu'affectionne particulièrement Dan Ar Braz, est une interprétation soignée en arpèges de guitares acoustiques. La chanson A Heart Needs a Home de Richard Thompson évoque le manque amoureux.

## Fiche technique

### Liste des titres
| No | Titre                                             | Paroles                   | Musique                        | Durée |
| -- | ------------------------------------------------- | ------------------------- | ------------------------------ | ----- |
| 1. | A Long Way Leads to You Annie                     | Dan Ar Braz               | Dan Ar Braz                    | 3:08  |
| 2. | Isle of Islay / The West Coast Lament             | Donovan                   | Donovan Music LTD, Dan Ar Braz | 5:13  |
| 3. | My Friend                                         | Dan Ar Braz, Jane Cassidy | Dan Ar Braz                    | 3:56  |
| 4. | We'll Bring Back to Life / The Dance of Believers | Dan Ar Braz               | Dan Ar Braz                    | 3:51  |
| 5. | A Heart Needs a Home                              | Richard Thompson          | Richard Thompson               | 3:07  |
| 6. | She's Gone                                        | Dan Ar Braz               | Dan Ar Braz                    | 7:01  |
| 7. | The Island                                        | Paul Brady                | Paul Brady                     | 4:21  |
| 8. | Strange Lights                                    | Dan Ar Braz, Jane Cassidy | Dan Ar Braz                    | 4:27  |
| 9. | Rising for the Moon                               | Sandy Denny               | Sandy Denny                    | 4:05  |

### Crédits
- Production : Dan Ar Braz

#### Musiciens
- Dan Ar Bras : chant, guitare électrique et acoustique, guitare synthétiseur
- Martin Allcock : claviers, programmations, piano (9)
- Dave Pegg : basse

#### Techniciens
- Enregistrements : Tim Matyear au Studio Woodworm à Barford St Michael (Oxfordshire), mai 1990
- Photos : Richard Dumas
- Art design : Imagine Lorient